# Инаугурация Владимира Зеленского
Инаугурация Владимира Зеленского — инаугурация шестого президента Украины Владимира Александровича Зеленского, которая состоялась 20 мая 2019 года.
Церемонию инаугурации 2019 года транслировали двенадцать телеканалов: «1+1», «Украина», «СТБ», «ICTV», «Новый канал», «2+2», «НЛО TV», «UA: Первый», «5 канал», «Прямой», «24 канал» и «Рада».

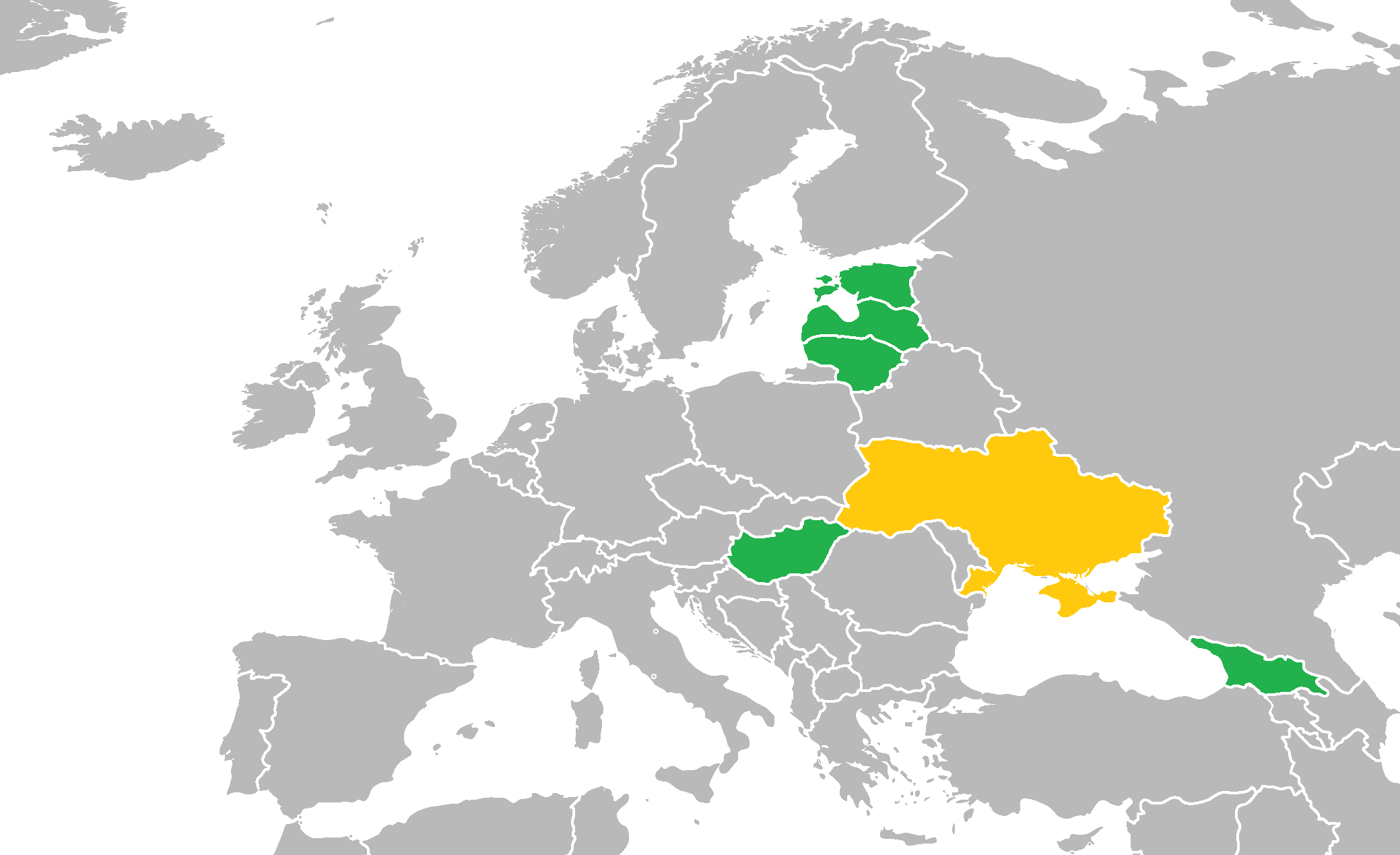
Страны, представленные на церемонии глав государств или правительств

## Церемония
Перед церемонией инаугурации президента Украины Зеленский прошел через площадь Конституции, здороваясь со сторонниками жестом «дай пять». Люди встретили Зеленского с перевернутыми флагами Украины и возгласами «Владимир Александрович, всех сделайте». После нескольких селфи, Зеленский подошел к бывшему коллеге из студии «Квартал 95» Евгению Кошевому, подпрыгнул и поцеловал его в затылок. За 5 минут до инаугурации Владимир Зеленский опубликовал у себя в Facebook селфи с женой.

## Тезисы инаугурационной речи

### Всё ради мира
Владимир Зеленский заверял, что ради мира на Донбассе и он готов сделать всё, и даже потерять кресло главы государства.

Меня часто спрашивали, на что Вы готовы ради прекращения огня. Удивительный вопрос. А на что вы готовы, украинцы, ради жизни ваших близких? Я готов к непопулярным решениям, готов терять рейтинги. Я готов потерять свою должность, чтобы только наступил мир. Не теряя наши территории! Никогда! Не мы начали эту войну. Но нам эту войну заканчивать. И мы готовы к диалогу...
Оригинальный текст (укр.)Мене часто запитували, на що ви готові заради припинення вогню. Дивне питання. А на що ви готові, українці, заради життя ваших близьких? Я готовий на непопулярні рішення, готовий втрачати рейтинги. Я готовий втратити свою посаду, щоб тільки настав мир. Не втрачаючи наші території! Ніколи! Не ми почали цю війну. Але нам цю війну закінчувати. І ми готові до діалогу...

### Обращение к жителям оккупированных территорий
...но я уверен, что началом для диалога станет возвращение всех наших пленных....
Во время речи Владимир Зеленский обратился к жителям Донбасса и повторил, что Крым — это украинские земли. Отдельных жителей Крыма и правительство Республики Крым возмутило то, что оно идёт по пути экс-президента Петра Порошенко.
В обращении к жителям востока он перешёл на русский язык, и многие люди после церемонии поддержали переход новоизбранного президента.
Из зала послышались недовольные выкрики Олега Ляшко, что они понимают украинский язык. Он был возмущён двуязычной речью Владимира Зеленского.
Я дивлюся, нардеп Ляшко, «дякую» що ви продовжуєте ділити українців.

### Роспуск парламента
Владимир Зеленский принял свое первое решение: это был роспуск парламента. Некоторые народные депутаты в зале Верховной Рады поддержали решение президента. 23 июня 2019 года Конституционный суд Украины признал конституционным решение Владимира Зеленского о роспуске парламента. Внеочередные выборы состоялись 21 июля 2019 года.

### Кадровые увольнения
Владимир Зеленский призвал к увольнению руководителей Службы безопасности, Министерства обороны и Генеральной прокуратуры Украины.

### Отставка правительства
Президент дал два месяца людям из так называемой «старой власти» на то, чтобы уволиться, иначе он сам отправит их в отставку. Он прокомментировал это цитатой: «Правительство не решает наших проблем. Правительство и есть наша проблема».